# 874-й центр подготовки специалистов (расчётов) радиотехнических подразделений ВКС
874-й Центр подготовки специалистов (расчётов) радиотехнических войск — военно-учебное заведение по подготовке специалистов радиотехнических войск ВКС РФ.

## История
1 декабря 1956 года на базе Владимирского радиотехнического училища создаются Центральные офицерские курсы РТВ ПВО. Так же базой стали офицерские курсы в г. Волоколамске и цикл ВНОС Краснознамённой офицерской школы войск ПВО в г. Евпатория.
В 1978 году при центре был создан единственный в своём роде музей радиотехнических войск.
С 1 декабря 1989 года в составе Центра функционирует школа прапорщиков для подготовки прапорщиков радиотехнических войск и войск связи.
С 2000 года на базе Центра создано учебное подразделение для подготовки младших специалистов для РТВ ВВС.
В 2002 году курсы переименовывают в 874 центр подготовки специалистов (расчётов) РТВ ВВС.
В 2013 Центр переподчинили ВКА Можайского.
В 2016 Центр переподчинили ВА ВКО г. Тверь

## Современность
За время своего существования Центр подготовил и выпустил свыше 40 тысяч военных специалистов для Вооружённых Сил страны и более 5 тысяч для 30 иностранных государств.  Из стен учебного заведения вышли пять Героев Советского Союза.

## Начальники центра
- генерал-майор Париков П. З. с 1956
- генерал-майор Лазун Г.П. (1968 - 1980) [5][9]
- полковник Бондарчук (1980-1990)
- полковник Купреенков В. Ф.(1990-1999) [10]
- полковник Ткаленко С. М. (1999-2006)  [1][11]
- полковник Балабай Ю. В. (2006-2011)
- полковник Скрипко Ю. А. (2011- по н. в.)

## Выпускники
- Дудкин А. Г.
- Магерамов, М. М.
- Мокшанцев О. Е.
- Радугин, М. Я.
- Щетинин Н.И.

## Награды[3]
- Орден ЧССР «Красная Звезда» (1978 г.),
- Орден ГДР «За заслуги перед народом и Отечеством» в золоте (1980 г.),
- Боевой орден Болгарской Народной Армии «9 сентября 1944 года» 1-й степени с мечами (1982 г.),
- Орден «Командорских Заслуг» Польской Народной Республики,
- Медаль ЧСФР «За заслуги перед чехословацкой народной армией» 1-й степени,
- Вымпел  Министра обороны Российской Федерации «За мужество, воинскую доблесть и высокую боевую выучку» (2007 г.)

## Интересные факты
При центре действуют два музея
- Музей РТВ – единственный в Европе,в котором регулярно проводятся экскурсии. На сегодняшний день его посетили порядка 40 600 человек.[13]
- Музей им. А.В. Суворова, рассчитанный в основном на студентов и школьников.